# LGBT práva na Komorách
Lesby, gayové, bisexuálové a transsexuálové (LGBT) se na Komorách dostávají do konfliktů se zákonem, které jsou pro zbytek obyvatelstva neznámé. Právní řád země kriminalizuje veškerou pohlavní aktivitu, která je v "rozporu s přírodou". Legální věk způsobilosti k pohlavnímu styku je stanovený na 13 let.

## Zákony týkající se stejnopohlavní sexuální aktivity
Veškerá sexuální aktivita konaná mezi osobami stejného pohlaví, mužského i ženského, je podle komorských zákonů považována za protipřírodní a trestná. Osobám vinným z tohoto trestného činu hrozí 5 let vězení a peněžitý trest ve rozmezí 50 tisíc až 1 milionu franků.

## Stejnopohlavní soužití
Domácnostem tvořeným páry stejného pohlaví není dáván žádný právní status.

## Ochrana před diskriminací
Osobám jiné sexuální orientace není poskytována žádná právní ochrana před diskriminací.

## Životní podmínky
Podle zprávy Ministerstva zahraničí Spojených států amerických z r. 2010 se osoby s homosexuální orientací kvůli tlaku okolí odmítají veřejně prezentovat se svým skutečným zaměřením. Na ostrovech neexistují žádné organizace hájící práva LGBT menšiny.

## Souhrn
| Legální stejnopohlavní styk                                                               | (5 let vězení a/nebo peněžitý trest) |
| Stejný věk legální způsobilosti k pohlavnímu styku pro obě orientace                      | Ne                                   |
| Anti-diskriminační zákony v zaměstnání                                                    | Ne                                   |
| Anti-diskriminační zákony ve službách a v obchodu                                         | Ne                                   |
| Anti-diskriminační zákony v ostatních oblastech (nepřímá diskriminace, homofobní projevy) | Ne                                   |
| Stejnopohlavní manželství                                                                 | Ne                                   |
| Stejnopohlavní soužití                                                                    | Ne                                   |
| Adopce dítěte partnera                                                                    | Ne                                   |
| Společná adopce stejnopohlavními páry                                                     | Ne                                   |
| Homosexuální jednotlivec může sloužit v armádě                                            |                                      |
| Možnost změny pohlaví                                                                     | Ne                                   |
| Možnost umělého oplodnění pro lesbické ženy                                               | Ne                                   |
| Možnost náhradního mateřství pro gay páry                                                 | Ne                                   |